# 伊佐比利內區

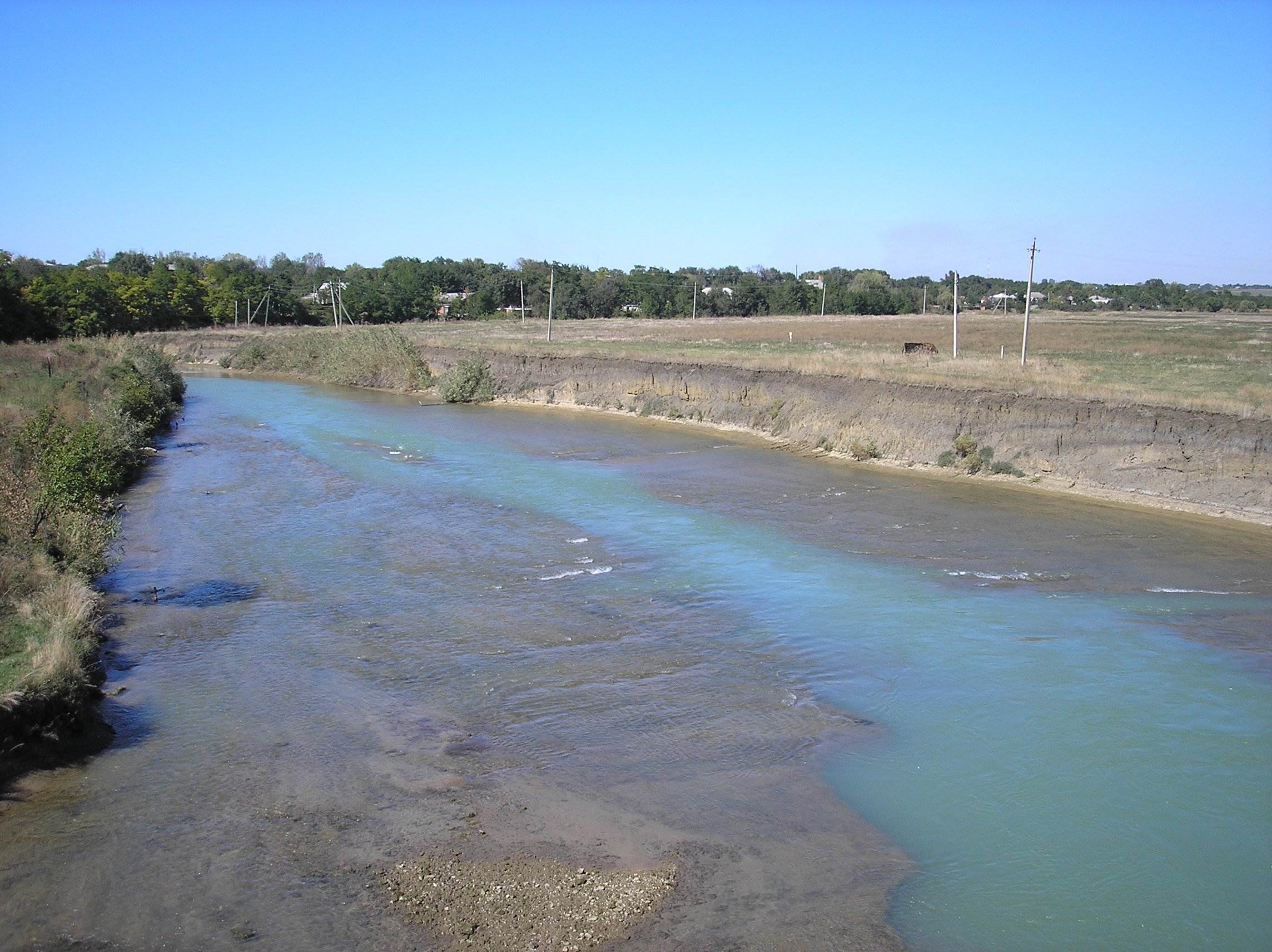

45°22′N 41°43′E / 45.367°N 41.717°E
伊佐比利內區（俄语：Изобильненский район），是俄羅斯的一個區，位於該國西南部，由斯塔夫羅波爾邊疆區負責管轄，面積1,935平方公里，2010年人口103,635，人口密度每平方公里53.56人。